# Lowry (Familienname)
Lowry ist ein englischer Familienname.

## Namensträger
- Adam Lowry (* 1993), kanadischer Eishockeyspieler
- Alex Lowry (* 2003), schottischer Fußballspieler
- Alison Lowry, irische Glaskünstlerin
- Armar Lowry-Corry, 3. Earl Belmore (1801–1845), britischer Politiker irischer Herkunft
- Dave Lowry (David John Lowry; * 1965), kanadischer Eishockeyspieler
- David Lowry (Umweltaktivist), britischer Umweltaktivist
- Dick Lowry (* 1944), US-amerikanischer Regisseur und Produzent
- Fiona Lowry (* 1974), australische Malerin
- Frank J. Lowry (1888–1955), US-amerikanischer Admiral
- Glenn D. Lowry (* 1954), US-amerikanischer Kunsthistoriker und Direktor des Museum of Modern Art
- Henry Berry Lowry (um 1845–nach 1872), US-amerikanischer Anführer im Lowry-Krieg
- Henry Thomas Lowry-Corry (1803–1873), britischer Politiker irischer Herkunft
- Henry William Lowry-Corry (1845–1927), britischer Politiker irischer Herkunft
- Ian Lowry (* 1986), britischer Motorradrennfahrer
- Joel Lowry (* 1991), kanadischer Eishockeyspieler
- John Lowry (Geiger), kanadischer Geiger
- John Lowry (englischer Politiker) († 1669), englischer Politiker, Mitglied des House of Commons
- John Lowry (irischer Politiker), irischer Politiker, Generalsekretär der Workers’ Party of Ireland
- Judith Lowry (* 1948), US-amerikanische Künstlerin
- Kyle Lowry (* 1986), US-amerikanischer Basketballspieler
- Lawrence Stephen Lowry (1887–1976), englischer Künstler
- Lois Lowry (* 1937), US-amerikanische Schriftstellerin
- Lynn Lowry (* 1947), US-amerikanische Schauspielerin
- Malcolm Lowry (1909–1957), britischer Schriftsteller
- Mark Lowry (* 1958), US-amerikanischer Comedian und Sänger
- Martin Lowry (1874–1936), englischer Chemiker
- Martin Lowry (Botaniker) (* 1955), britischer Kakteenforscher
- Michael Lowry (* 1954), irischer Politiker
- Mike Lowry (1939–2017), US-amerikanischer Politiker
- Morton Lowry (1914–1987), britischer Schauspieler
- Oliver Lowry (1910–1996), US-amerikanischer Molekularbiologe
- Peter Lowry (* 1985), US-amerikanischer Fußballspieler
- Ray Lowry (1944–2008), britischer Karikaturist
- Robert Lowry (Politiker, 1824) (1824–1904), US-amerikanischer Politiker (Indiana)
- Robert Lowry (Kirchenlieddichter) (1826–1899), US-amerikanischer Geistlicher, Kirchenliedkomponist und Literaturwissenschaftler
- Robert Lowry (Politiker, 1831) (1831–1910), US-amerikanischer Politiker und General (Mississippi)
- Robert Lowry (Schriftsteller) (1919–1994), US-amerikanischer Schriftsteller
- Robert Lowry, Baron Lowry (1919–1999), britischer Jurist
- Shane Lowry (Golfspieler) (* 1987), irischer Golfer
- Shane Lowry (Fußballspieler) (* 1989), irisch-australischer Fußballspieler
- Somerset Lowry-Corry, 2. Earl Belmore (1774–1841), irischer Adliger und Gouverneur von Jamaika
- Somerset Lowry-Corry, 4. Earl Belmore (1835–1913), irischer Adliger und Gouverneur von New South Wales
- Thomas Lowry (Unternehmer) (1843–1909), amerikanischer Unternehmer
- Thomas Coleman Lowry (1898–1976), neuseeländischer Cricket-Spieler
- Thomas Henry Lowry (1865–1944), neuseeländischer Pferdezüchter und Cricket-Spieler
- Thomas Martin Lowry (1874–1936), englischer Chemiker, siehe Martin Lowry
- Thomas Power Lowry (* 1932), amerikanischer Arzt und Schriftsteller